# Adrano (divinità)
Il dio Adrano (in greco antico: 'Αδρανός? e ‛Αδρανός; in latino anche Hadranus o Hatranus), padre dei Palici, ha caratteristiche legate ai fenomeni naturali (acqua e fuoco) ed è assimilato in parte e sovrapposto a Efesto (Vulcano per i latini), che aveva le sue fucine nelle viscere dell'Etna.

## Culto
Le caratteristiche del dio Adranòs, ci sono tramandate da Plutarco ed Eliano. Plutarco lo descrive con in mano una lancia. Eliano specifica che il suo tempio era custodito da non meno di mille cani, di bellezza e dimensioni superiori ai molossi. I cani erano in grado di accogliere i visitatori del tempio, accompagnandoli a casa se ubriachi e sbranarli se ladri, infatti al dio era sacro tale animale. Esichio inoltre lo definisce padre dei Palici, divinità collegate a fenomeni vulcanici, generati con la ninfa Talia, venerate dai Siculi.
Diodoro Siculo sostiene che nel 400 a.C. Dionisio I (il Vecchio) fondò una città alle falde dell'Etna, vicino a un famoso santuario, e la chiamò Adranòn. Questo tempio, come riportato da Eliano, potrebbe coincidere con quello del dio Adranòs. Plutarco afferma che il suo culto era diffuso in tutta la Sicilia.
Le monete in bronzo pervenuteci (278-270 a.C.), recanti la scritta (etnico) AΔPANOY, che riportano sul diritto la testa elmata di un uomo e sul rovescio un cane con la scritta MAMERTINΩN raffigurano il dio Adranòs e potrebbero riprodurre la statua ospitata nel tempio di Adranòn o in uno degli altri templi siciliani dedicati alla divinità.

Queste monete inoltre testimoniano che il culto fu adottato dai mamertini, mercenari italici installatisi nell'area etnea e nella zona del messinese, e fu attivo anche in età ellenistica.
Nelle tavole alesine trovate nella zona di Tusa, ma relative all'antica Alesa, è riportato un tempio dedicato al dio Adranòs (Adranieiòn).
Plutarco cita inoltre un prodigio che accompagnò l'intervento militare di Timoleonte in Sicilia. Racconta che proprio nel giorno della battaglia dello stratega corinzo ed Iceta (344 a.C.) – avvenuto presso Adranòn – le porte del santuario che custodiva la statua della divinità si aprirono da sole e, mentre il volto della statua si rigava di sudore, la punta della sua lancia cominciò a vibrare. Prodigi tutti che persuasero gli adranitani, anche quelli più diffidenti, ad accogliere benevolmente Timoleonte.
La lancia, citata da Plutarco, e i cani, menzionati da Eliano, hanno indotto degli studiosi a ritenere che Adranòs avesse aspetti più simili ad Ares, dio della guerra, che veniva venerato dai Mamertini.
Eliano descrive il tempio del dio Efesto situato nel centro di Aitna-Inessa come una duplicazione di quella del tempio del dio Adranòs, con la sostituzione di Efesto ad Adranòs. Questa somiglianza dei templi è stata intesa come una politica di aggressione dei greci invasori nei confronti dei siculi e l'imposizione dei propri culti che avessero aspetti affini.
Alcuni studiosi identificano Adranos con Pediocrate (lett. Signore della piana) l'eroe sicano a cui i siculi dovettero offrire sacrifici per far cessare una carestia.
Secondo un'altra versione del mito, sotto il nome di Adrano vi era semplicemente uno dei tanti figli di Zeus, il padre degli dei, che fondò la città omonima.

### Fonti
- Diodoro Siculo, Libro XIV, 37.
- Claudio Eliano, Sulla natura degli animali.
- Plutarco, Timoleonte.

### Moderna
- Adolf Holm, Storia della Sicilia nell'antichità, Torino, 1896-1901.
- William N. Bates, Archaeological Discussions, in American Journal of Archaeology, vol. 13, n. 2, aprile - Jun 1909,  pp. 187-248, ISSN 0002-9114.
«...Hadranus, or Hatranus, a divinity of war and fire among the Siculi...»
- Nicola Cusumano, I culti di Adrano ed Efesto. Religione, politica ed acculturazione in Sicilia tra il V e il IV secolo, Kokalos XXXVIII, 1992 (1995).
- Emanuele Ciaceri, Culti e miti nella storia dell'antica Sicilia, Brancato, 2004, ISBN 88-8031-059-3.
- Anna Ferrari, Dizionario di mitologia, Litopres, UTET, 2006, ISBN 88-02-07481-X.
- Anna Maria Carassiti, Dizionario di mitologia classica, Roma, Newton, 2005, ISBN 88-8289-539-4.